# Pukšice
Pukšice (německy Pukschitz) je malá vesnice, část městyse Uhelná Příbram v okrese Havlíčkův Brod v Kraji Vysočina. Nachází se asi 2 km na východ od Uhelné Příbramě. V roce 2009 zde bylo evidováno 46 adres. V roce 2001 zde trvale žilo 89 obyvatel. Východně od osady protéká Nejepínský potok, který je levostranným přítokem řeky Doubravy.
Pukšice je také název katastrálního území o rozloze 4,92 km2. V katastrálním území Pukšice leží i Přísečno.

## Fotogalerie

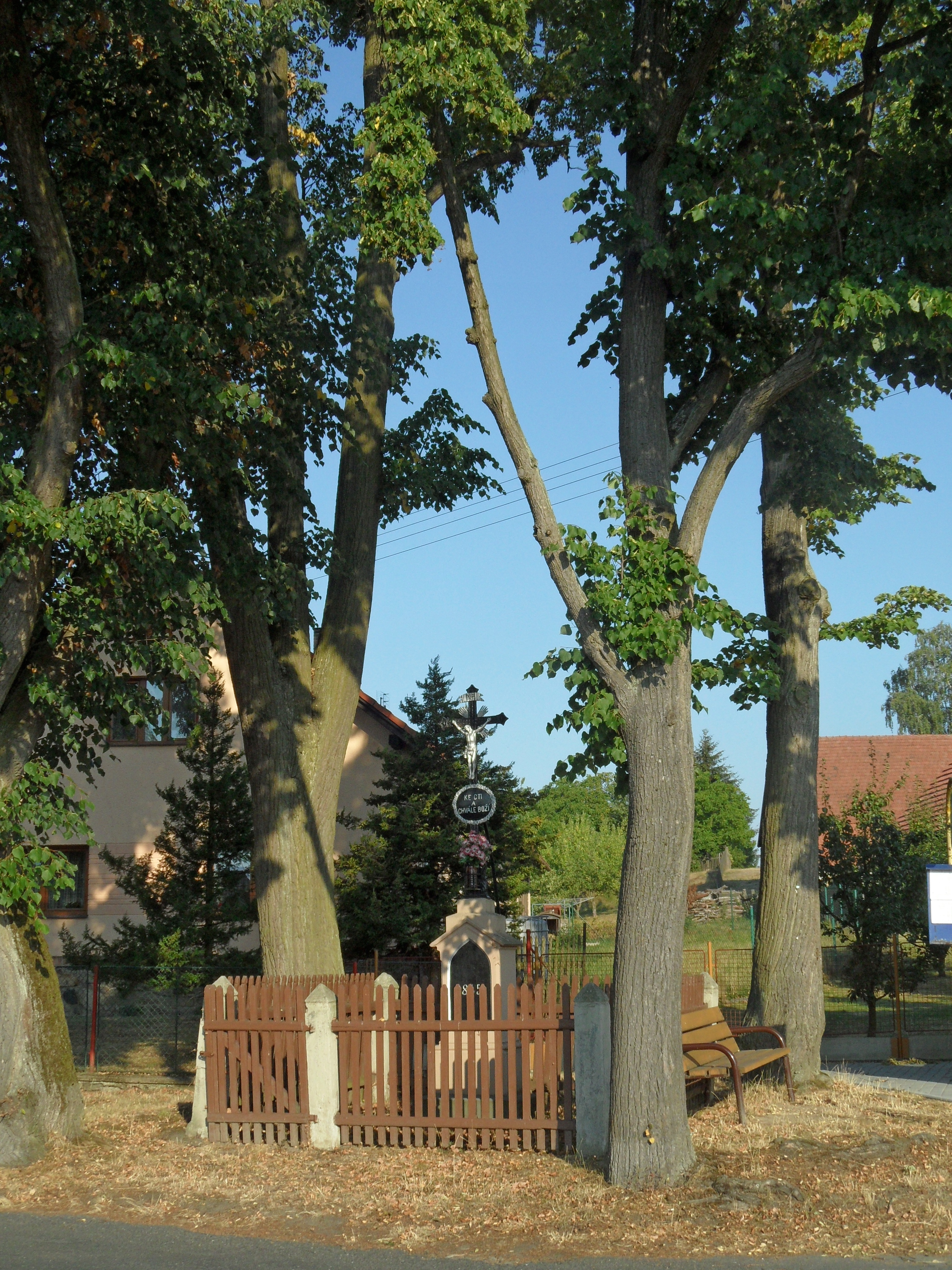
Křížek mezi stromy
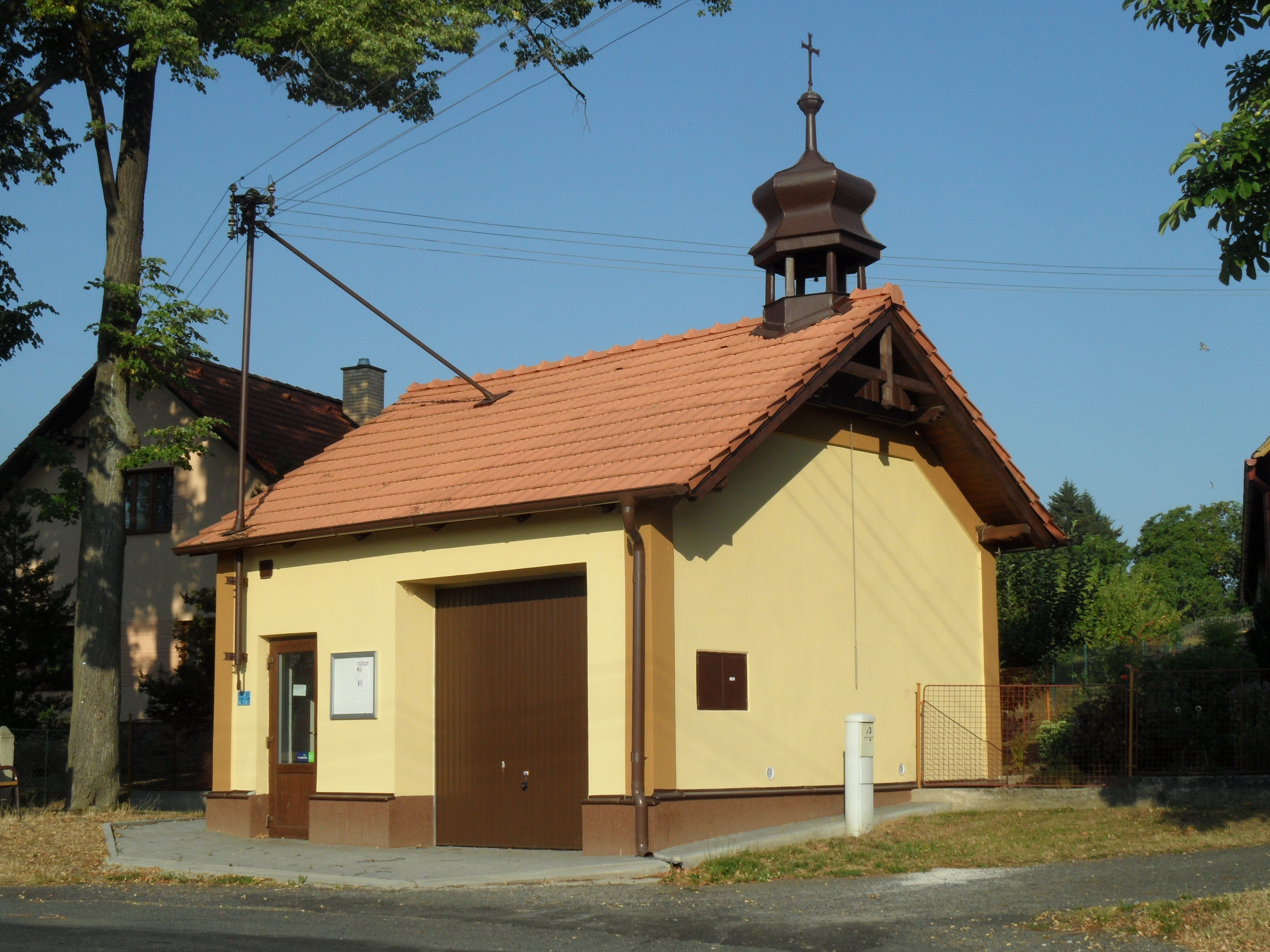
Zvonička
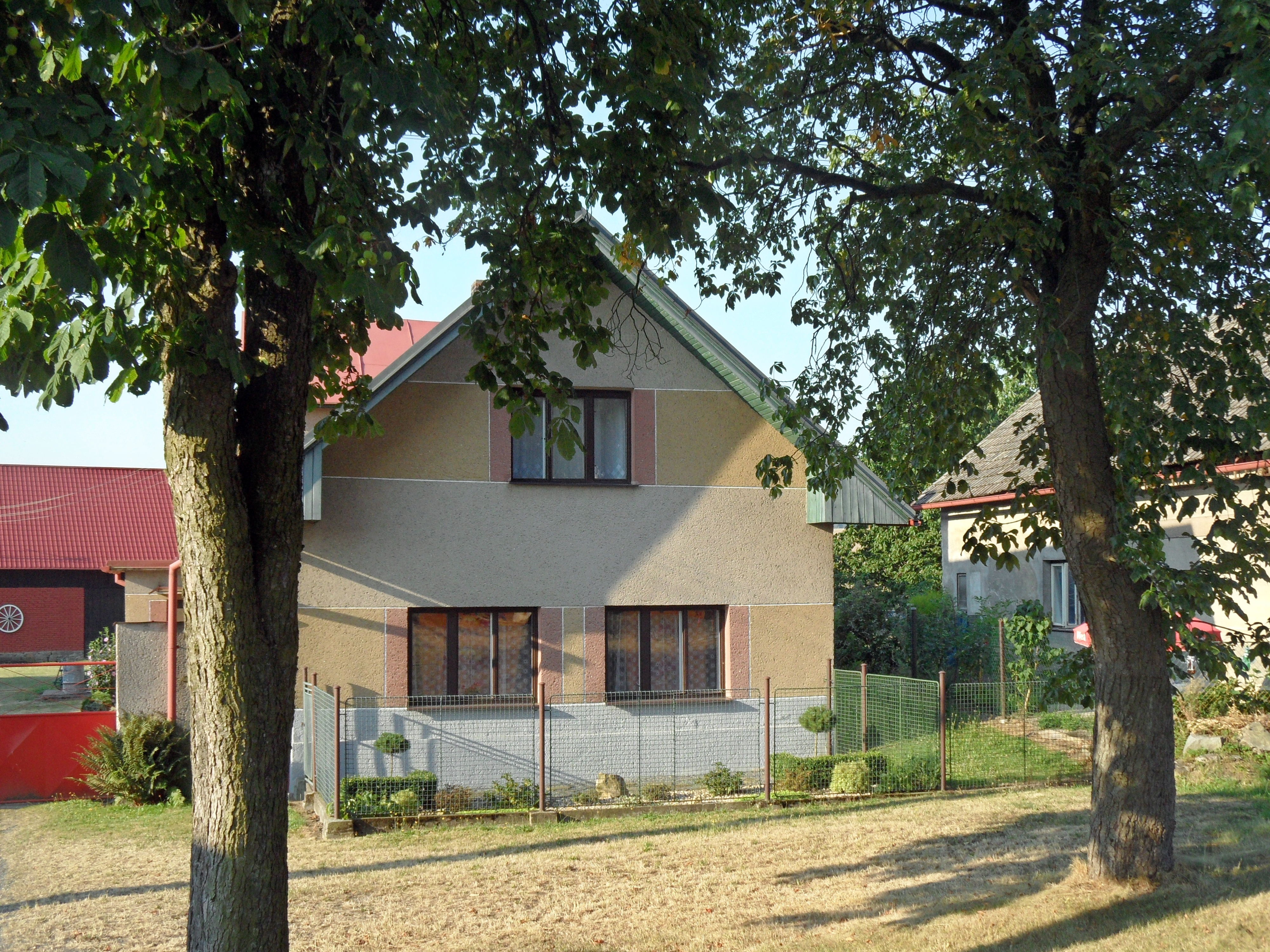
Dům mezi stromy
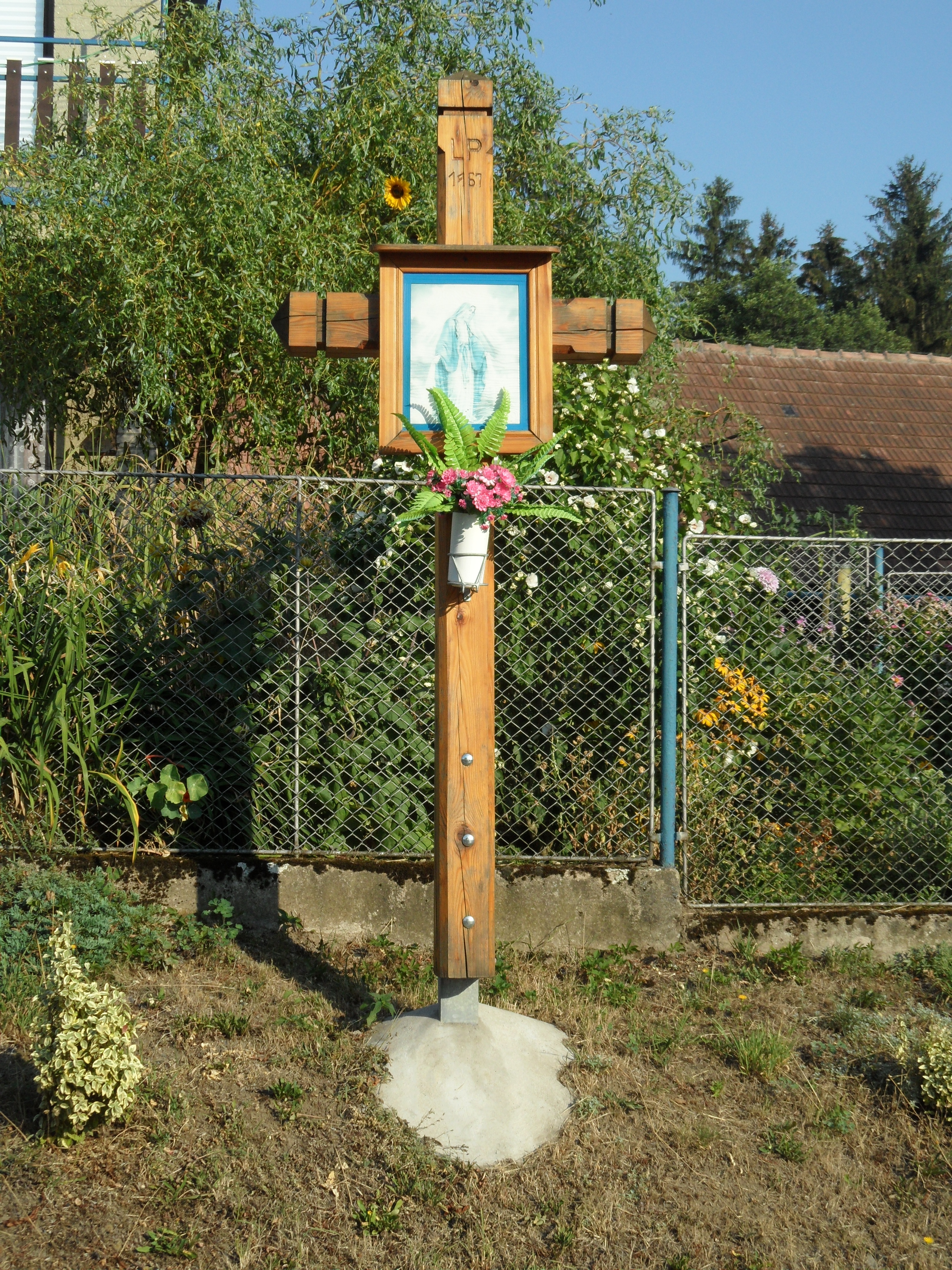
Malý dřevěný křížek